# Cerro El Cura
Cerro El Cura es el nombre que recibe una montaña al noreste del país sudamericano de Venezuela. Administrativamente está incluida en la jurisdicción del Estado Monagas, al sur del parque nacional Cueva del Guacháro, al sureste del Cerro El Rincón y el Cerro Cantón, al noreste del Cerro Azul y al este del Cerro El Jobal.